# 想い出がいっぱい (米倉千尋の曲)
「想い出がいっぱい」（おもいでがいっぱい）は、米倉千尋の20枚目のシングルである。H2Oの同名曲をカバーしている。初回盤は7枚目のアルバム『SPRING〜start on a journey〜』との連動特典用応募券を封入している。

## 収録曲
1. 想い出がいっぱい
  - 作詞：阿木燿子、作曲：鈴木キサブロー、編曲：aqua.t
  - H2Oのカバー曲。
  - アルバム『SPRING〜start on a journey〜』にも収録されている。
2. さくら咲く日に
  - 作詞・作曲：米倉千尋、編曲：aqua.t
  - ラジオ番組『SMILE GO HAPPY』から生まれた曲で、リスナーのエピソードを元に作っている。
  - 『SPRING〜start on a journey〜』にも収録されている。
3. SCARBOROUGH FAIR
  - 作詞：Arthur Garfunkel、作曲：Paul Simon、編曲：aqua.t
  - サイモン&ガーファンクルのカバー曲。
4. 想い出がいっぱい（instrumental）